# Chor Bakr

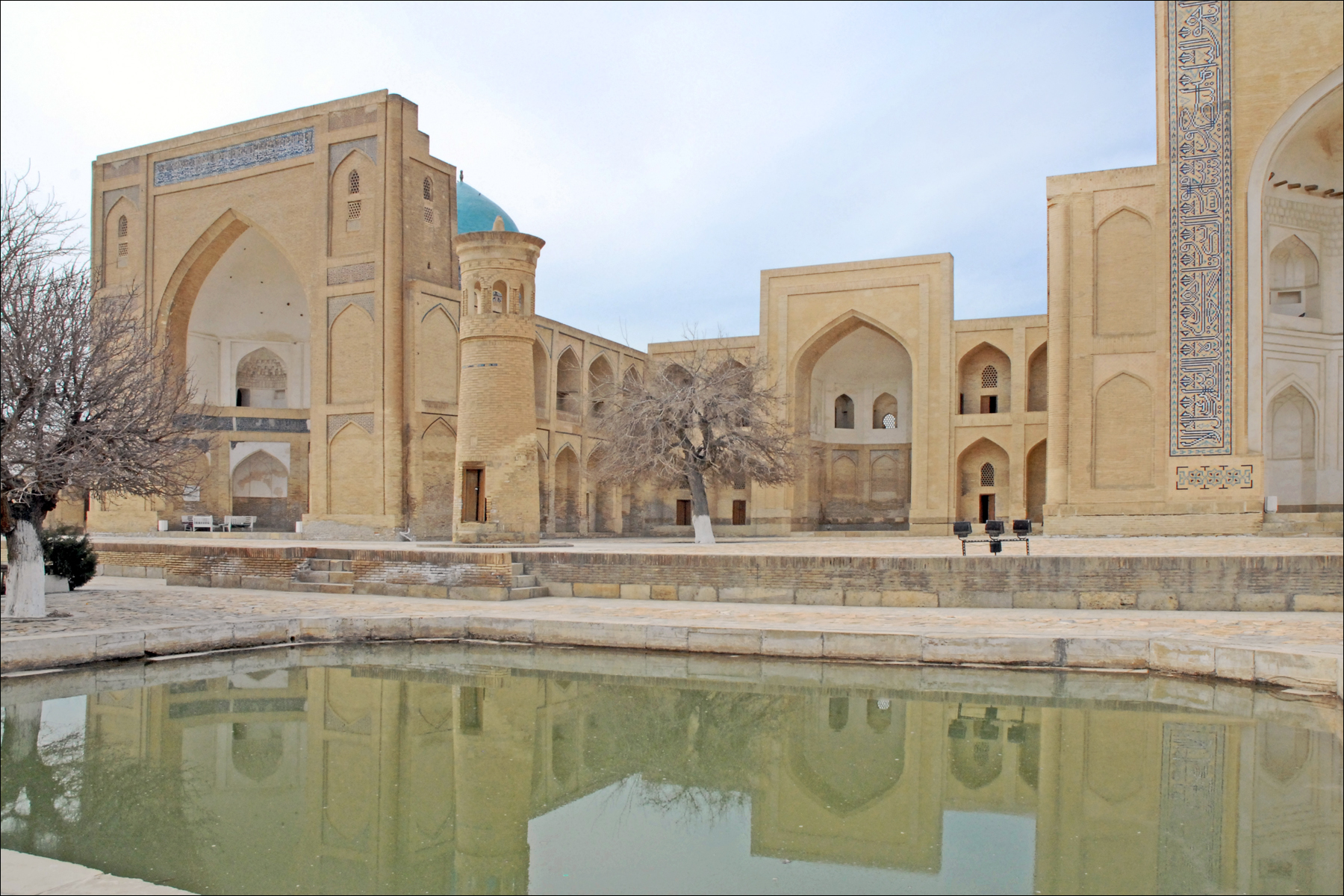
Chor Bakr

Chor Bakr (vollständig usbekisch Chor Bakr meʼmoriy majmuasi) ist eine Nekropole in der Nähe der usbekischen Stadt Buxoro. Der Name „Chor Bakr“ (vier Bakr) bedeutet „vier Gärten“ (von bog'lar).

## Lage
Die Nekropole liegt in der an das Stadtgebiet von Buxoro angrenzenden Ortschaft Sumitan etwa 5 km westlich des historischen Zentrums von Buxoro.

## Geschichte
An der Stelle des heutigen Chor Bakr lag die Grabstätte 970/971 gestorbenen Abu Bakr Said. Er war ein Nachkomme des Propheten Mohammed und gilt als Vorfahre der Dschuybar-Scheichs, die eine geistige Obrigkeit im Bereich von Buchara bildeten. Ältere Bauwerke datieren ins 10. bis 13. Jahrhundert. Die damalige Anlage nahm aber nur ein etwa Zehntel der heutigen Fläche ein.
Der Hauptteil der heutigen Anlage wurde in den Jahren 1560–1563 unter Khan Abdullah II. errichtet. Der Khan aus der Dynastie der Schaibaniden, der seit 1556 in Buxoro regierte, schuf den Dschuybar-Scheichs damit eine repräsentative Familienbegräbnisstätte. Weitere Bauwerke kamen im Lauf der Jahrhunderte hinzu, zuletzt zu Beginn des 20. Jahrhunderts ein kleines Minarett.
2008 setzte Usbekistan die Nekropole auf seine Vorschlagsliste für das UNESCO-Welterbe.

## Beschreibung
Die Anlage hat eine Fläche von etwa drei Hektar. Das Zentrum bilden drei miteinander verbundene Gebäude, die in U-Form um einen etwa 18 m breiten und 20 m tiefen Hof herum angeordnet sind. Im Süden liegt eine Chanaka, ihr gegenüber im Norden eine Kreuzkuppelmoschee, und an der Westseite des Hofs eine zum Hof hin offene Hofmoschee. Alle drei Gebäude haben auf ihrer Ostseite einen Pischtak mit Iwan. Zum Hof hin haben alle Gebäude zweigeschossige Loggien, was dem Ensemble das Aussehen einer Madrasa verleiht. Zentral vor der Baugruppe steht ein Minarett, und vor der Kreuzkuppelmoschee liegt ein Wasserbecken.
Weitere Bauwerke und Gräber sind über die Anlage verteilt. Viele dieser Bauwerke sind als „Chasira“ errichtet, das sind ummauerte Höfe ohne Überdachung, zu denen ein Zugang mit einer verzierten Türe oder einem verzierten Gitter führt. Innerhalb des teils gepflasterten Hofs liegen dann eine oder mehrere Grabstätten oder Grabmäler. Diese Bauform ist eine Besonderheit der Nekropole Chor Bakr. Zu der Chasira mit dem Grab von Abu Bakr Said führt ein etwa fünfzig Meter langer, nach oben offener Gang aus Ziegelmauern.
Im Norden der Nekropole liegt ein ebenfalls auf das 16. Jahrhundert zurückgehender Garten, in dem Pappeln, Weiden, Sykomoren und Obstbäume wachsen.

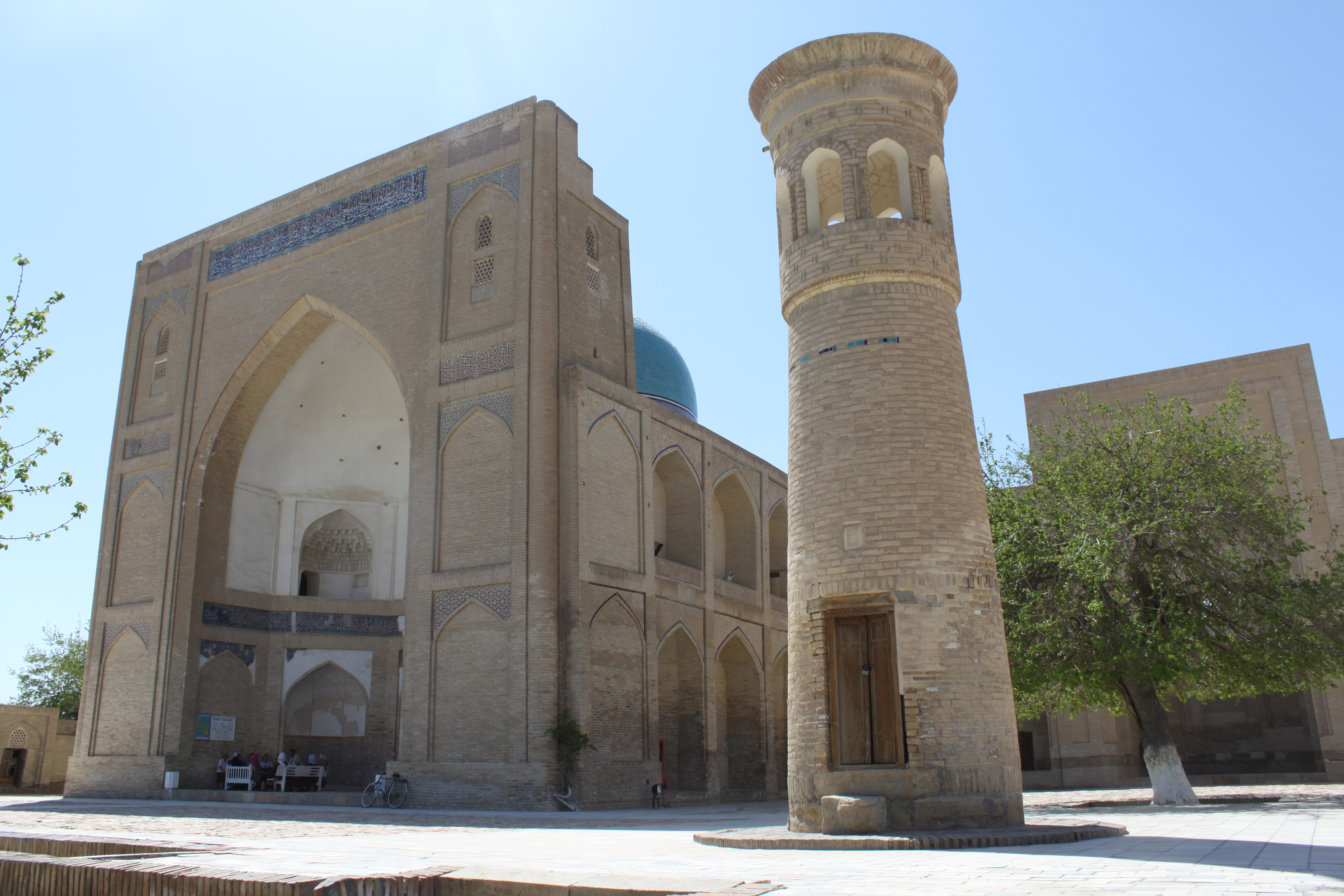
Chanaka und Minarett
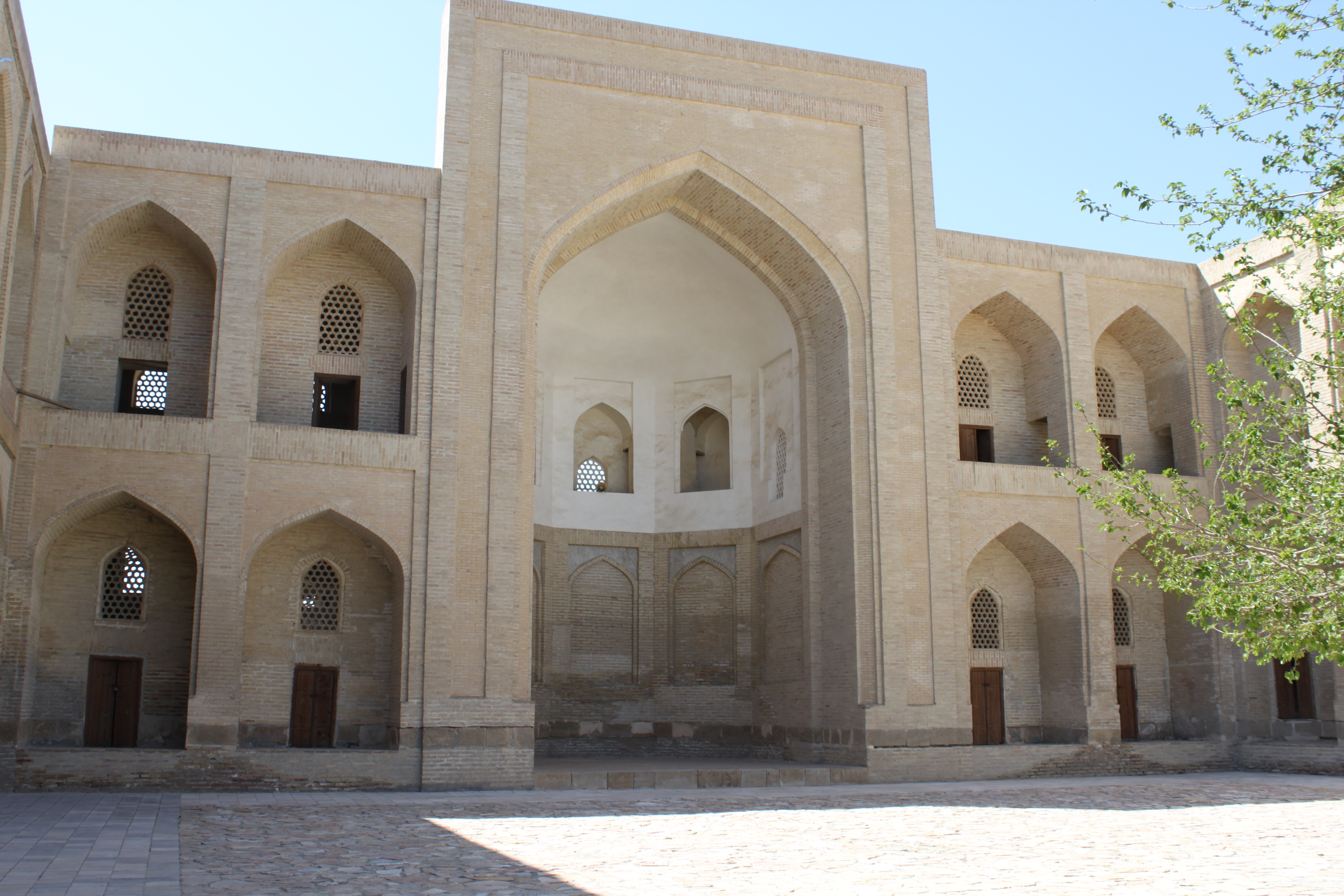
Hofmoschee
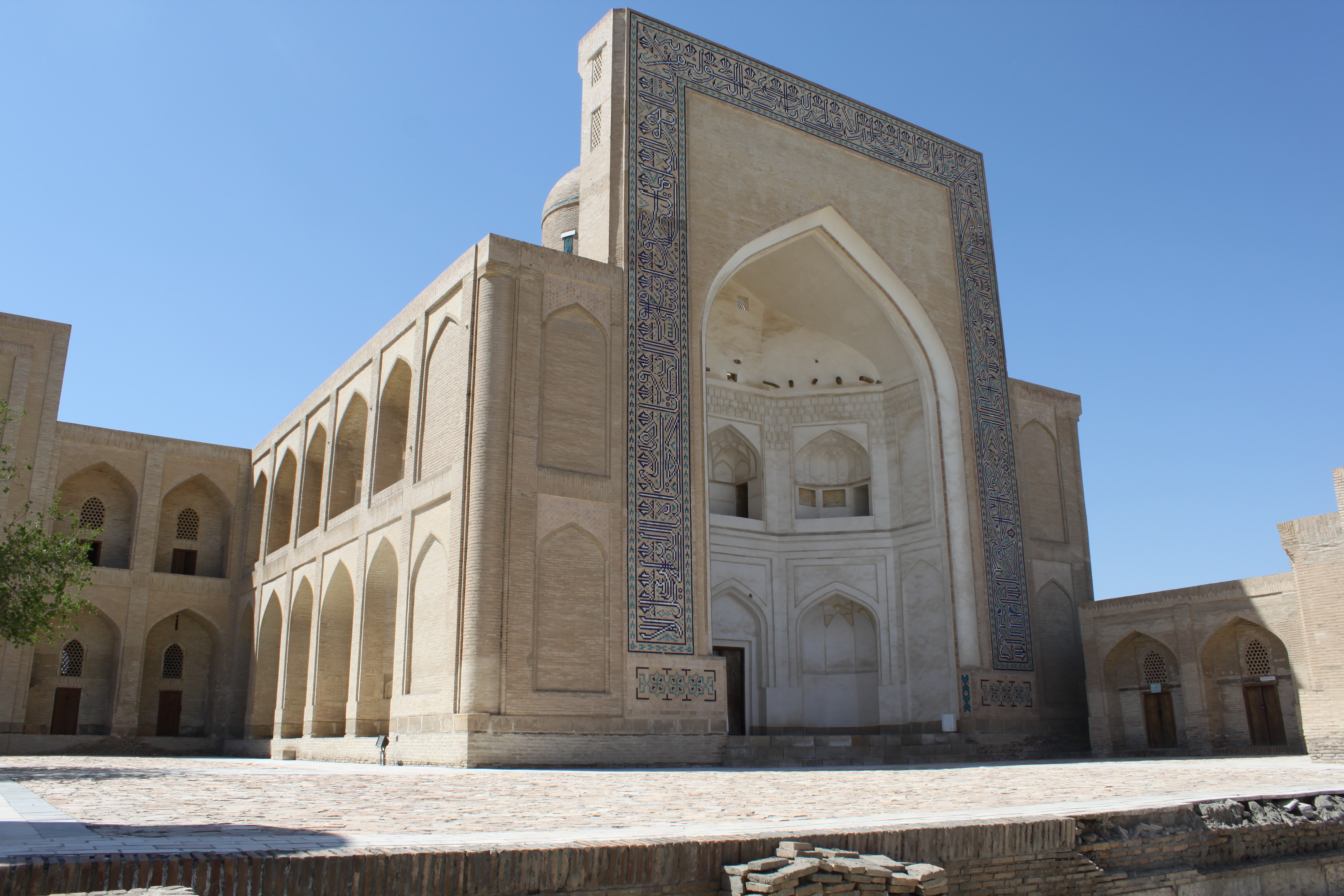
Kreuzkuppelmoschee
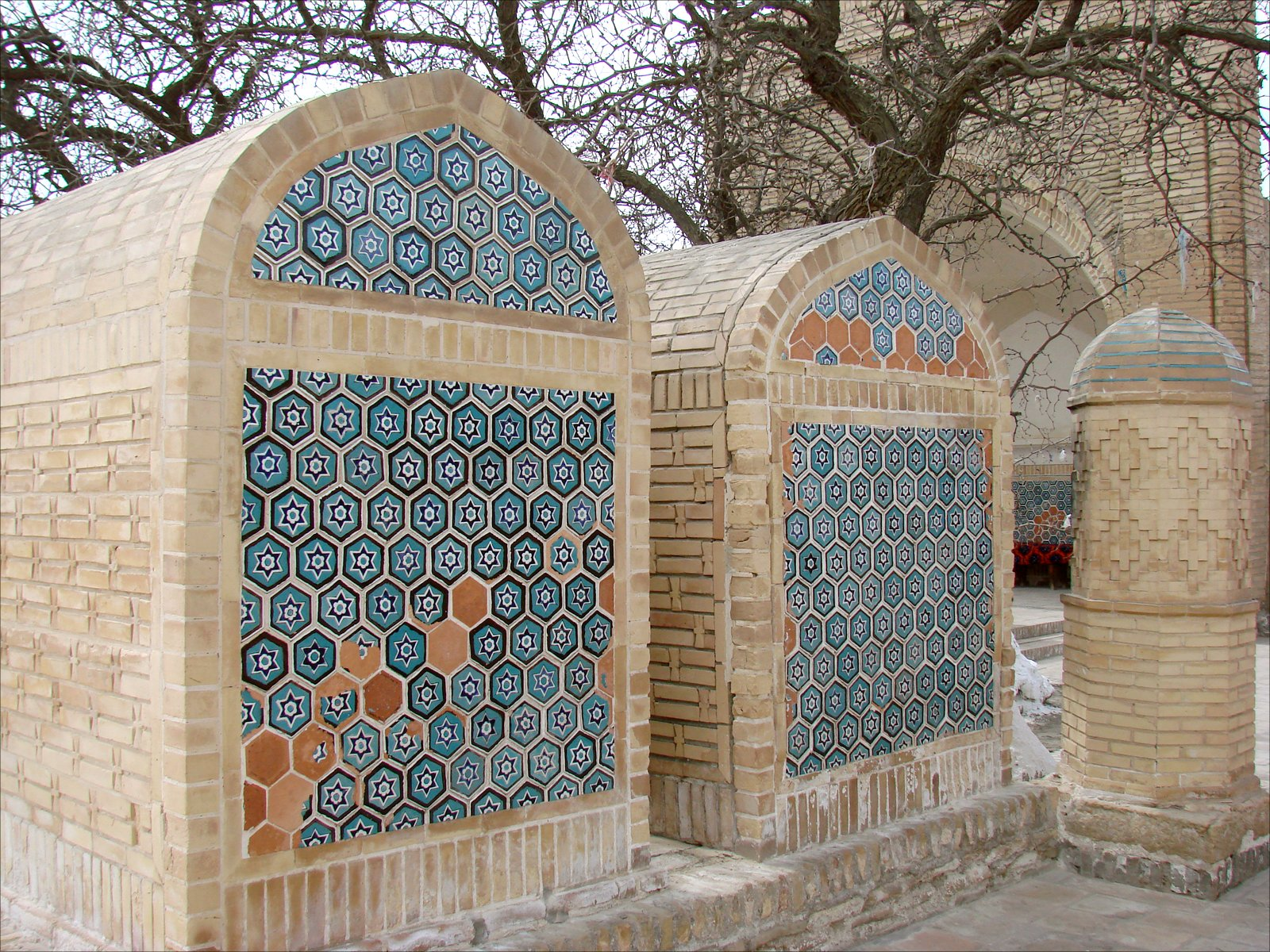
Gräber